# Polythysana rhodoessa
Polythysana rhodoessa är en fjärilsart som beskrevs av Prittwitz 1868. Polythysana rhodoessa ingår i släktet Polythysana och familjen påfågelsspinnare. Inga underarter finns listade i Catalogue of Life.